# Zahn McClarnon
Zahn McClarnon, född 24 oktober 1966 i Denver, är en amerikansk skådespelare.
McClarnon har bland annat medverkat i TV-serierna Echo och Reservation Dogs. Han har även medverkat i filmen No Hard Feelings.

## Filmografi (i urval)
- 2006 – The Librarian: Return to King Solomon's Mines
- 2011–2012 – Ringer (TV-serie)
- 2015 – Fargo (TV-serie)
- 2021 – The Forever Purge
- 2021–2023 – Reservation Dogs (TV-serie)
- 2021 – Hawkeye (TV-serie)
- 2023 – No Hard Feelings
- 2023 – Americana
- 2024 – Echo (TV-serie)